# Гавгручей
Гавгручей — ручей в России, протекает по территории Пяльмского и Авдеевского сельских поселений Пудожского района Республики Карелии. Длина ручья — 11 км.

## Общие сведения
Ручей берёт начало из Гавгозера на высоте 151,1 м над уровнем моря и далее течёт преимущественно в южном направлении по заболоченной местности.
Ручей в общей сложности имеет четыре малых притока суммарной длиной 5,0 км. Один из них вытекает из Сямозера.
Впадает на высоте 133,0 м над уровнем моря в водораздельное Шалозеро, сток из которого осуществляется в двух направлениях: в реку Шалицу и в реку Рагнуксу.
Населённые пункты на ручье отсутствуют.
Код объекта в государственном водном реестре — 01040100412202000017047.